# Joe Jones
Joseph "Joe" Jones (nascido em 30 de setembro de 1944) é um ex-ciclista canadense. Ele representou o Canadá nos Jogos Olímpicos de Verão de 1968, na Cidade do México.